# Hanns Vischer
Sir Hanns Vischer (Bazel, 14 september 1876 - Newport Pagnell, 19 februari 1945) was een Zwitsers-Brits missionaris, koloniaal ambtenaar en ontdekkingsreiziger.

## Biografie

### Afkomst
Hanns Vischer was een zoon van Adolf Eberhard Vischer, een zijdehandelaar, en van Rosalie Karoline Sarasin. Hij was een kleinzoon van Wilhelm Vischer en Felix Sarasin en een neef van Wilhelm Vischer, Eberhard Vischer en Andreas Vischer. In 1911 trouwde hij met Isabelle von Tscharner.

### Carrière
Vischer vestigde zich in 1895 in Engeland en studeerde er talen in Cambridge. In 1899 behaalde hij er zijn diploma. Vervolgens werd hij missionnaris in Noord-Afrika. Hij was van 1900 tot 1902 actief in het Protectoraat Noord-Nigeria, bij de Hausa in dienst van de Church Mission Society.
Vervolgens verwierf hij in 1903 de Britse nationaliteit en was hij van 1903 tot 1914 koloniaal ambtenaar in het Protectoraat Noord-Nigeria, in dienst van het Colonial Office. Vanaf 1908 concentreerde hij zich daarbij op opleiding en opvoeding. Tijdens de Eerste Wereldoorlog diende hij in Europa als officier in het Britse leger. Na de oorlog hernam hij zijn functie als koloniaal ambtenaar.
In 1906 doorkruiste hij de Sahara van Tripoli naar het Tsjaadmeer. Zijn ervaringen schreef hij naderhand neer in zijn boek Across the Sahara. From Tripoli to Bornu. In 1926 richtte hij in Londen samen met lord Frederick Lugard het International Institute of African Languages and Cultures op.

## Onderscheidingen
- Verheven in de adelstand (Sir; 1940).

## Werken
- (en)  Across the Sahara. From Tripoli to Bornu, Londen, E. Arnold, 1910, 308 p.